# Samuele Della Vida
Samuele Della Vida (Ferrara, 2 ottobre 1788 – Venezia, 3 marzo 1879) è stato un dirigente d'azienda, imprenditore e banchiere italiano, è stato uno dei fondatori 

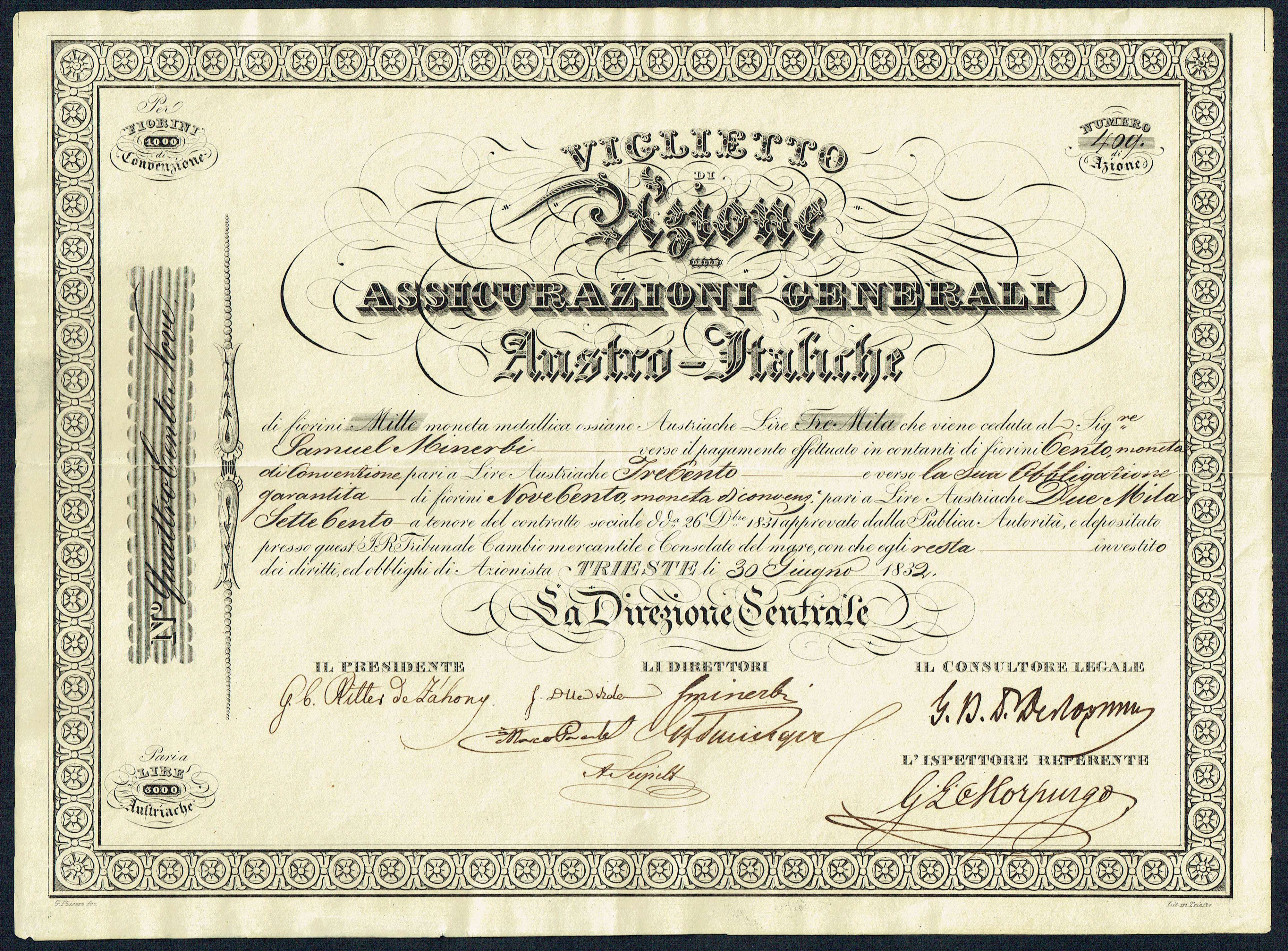
Foglio delle azioni delle Generali

insieme a Giuseppe Lazzaro Morpurgo delle Assicurazioni Generali e primo direttore della filiale veneta, nonché uno dei soci di maggioranza della società .

## Biografia
Samuele Della Vida nacque a Ferrara da Leon Vita Della Vida e da Mosetta Pesaro. Discende da un'importante e facoltosa famiglia ebraica dedita all'attività mercantile e bancaria. Si sposò con Regina Vita Pincherle (nata a Venezia nel 1800 e morta a Venezia l'8 agosto 1885) dalla quale ebbe Cesare (rappresentante all'assemblea veneta e dirigente delle Assicurazioni Generali) ed Ada (che sposerà Mosè Levi, fratello di David Levi). Nel 1825 comprò dal conte Grimani il Palazzo Grimani sul Canal Grande

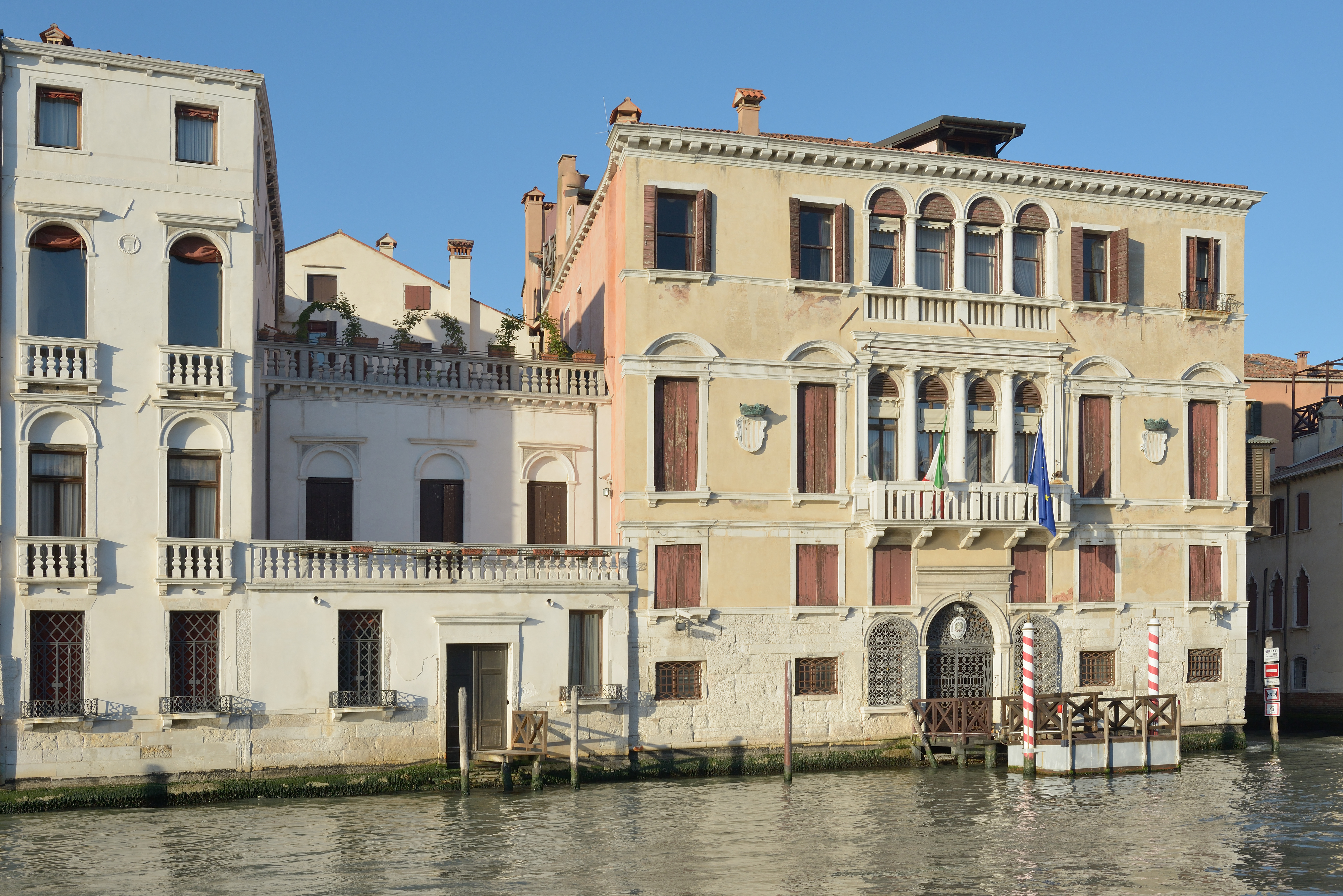
Palazzo Della Vida a Venezia

Il 26 dicembre 1831 fondò a Trieste la Imperial Regia Privilegiata Compagnia di Assicurazioni Generali Austro-Italiche, attualmente Assicurazioni Generali. Dal 1832 per quarantaquattro anni rivestì ininterrottamente la carica di direttore generale della filiale veneta. Durante la sua dirigenza la filiale conobbe un momento di grande sviluppo economico. Nel 1875 lascia il suo incarico di direttore generale. La famiglia Della Vida continuerà insieme ad altre famiglie come i Treves de Bonfili, i Morpurgo a mantenere un ruolo centrale nella società. Il figlio Cesare Della Vida (proprietario del palazzo Palazzo Gussoni Grimani Della Vida) mantenne un ruolo importante nelle società a livello dirigenziale e azionario.